# Áustria 7–5 Suíça (1954)
Áustria 7 X 5 Suíça é o jogo com mais gols em uma Copa do Mundo. Aconteceu em 26 de junho de 1954, e foi um jogo válido pelas quartas de final da Copa do Mundo de 1954, realizado em Lausana, Suíça. Os 12 gols marcados no jogo estabeleceram um novo recorde para a Copa do Mundo, sem igual até a data. O jogo é conhecido pelo seu nome alemão, Hitzeschlacht von Lausanne (em português: A batalha de calor de Lausana), devido à alta temperatura sob a qual se jogou (40°C).

## Resumo do jogo
A Suíça, anfitriã do torneio, tomou uma vantagem notável desde o início. Em quatro minutos, os suíços marcaram três gols: o atacante Robert Ballaman abriu o placar aos 16 minutos, seguido rapidamente por dois gols de Josef Hügi. A Áustria tornou-se a primeira seleção na história da Copa do Mundo a recuperar-se de uma derrota por 3 a 0, marcando 5 gols em todo o primeiro tempo; Theodor Wagner iniciou a virada austríaca aos 25 minutos; o atacante Robert Körner marcou 3 a 2 um minuto mais tarde, e um minuto depois, Wagner empatou em 3 a 3. A Áustria havia empatado o placar em três minutos. Em 11 minutos, aos 16 e 27 minutos, marcaram seis gols, três para cada equipe. Aos 32 minutos, Ernst Ocwirk deu à Áustria a vantagem; Robert Körner marcou o segundo, conseguindo o placar de 5 a 3. Ballaman marcou novamente para a Suíça, aos 39 minutos. O primeiro tempo terminou em 5 a 4 a favor da Áustria, sendo a metade do jogo mais alta na história da Copa do Mundo. Apesar disso, o atacante esquerdo Alfred Körner tinha falhado um pênalti aos 42 minutos.[carece de fontes?]
Aos nove minutos do segundo tempo, Wagner colocou a Áustria em 6 a 4 com seu terceiro gol, registrando o sétimo hat-trick da Copa do Mundo de 1954. Hügi então imitaria o feito, anotando seu terceiro gol aos 13 minutos. A Suíça não conseguiu igualar, e Erich Probst colocou o definitivo 7 a 5 aos 31 minutos. Segundo a FIFA, o calor extremo afetou negativamente para a Suíça, depois que lideraram o jogo por 3 a 0. Outras fontes acrescentam que, no princípio, a Suíça tinha conseguido tirar a temperatura, quando o goleiro austríaco Kurt Schmied, fumante consumado, sofreu hipertermia no início do jogo, permitindo rapidamente os três primeiros gols suíços, antes de ser assistido pelo massagista austríaco, enquanto o encontro estava em jogo.

### Detalhes
| 26 de junho de 1954 | Áustria                                                             | 7 – 5     | Suíça                                  | Stade Olympique de la Pontaise, Lausana    |
| 17:00 (CET)         | Wagner 25', 27', 53' · A. Körner 26', 34' · Ocwirk 32' · Probst 76' | Relatório | Ballaman 16', 39' · Hügi 17', 19', 60' | Público: 35 000 Árbitro: Charlie Faultless |

|               |    |                    |  |
|               |    |                    |  |
| GR            | 1  | Kurt Schmied       |  |
| ZG            | 2  | Gerhard Hanappi    |  |
| ZG            | 4  | Leopold Barschandt |  |
| ZG            | 5  | Ernst Ocwirk       |  |
| MC            | 3  | Ernst Happel       |  |
| MC            | 6  | Karl Koller        |  |
| MC            | 10 | Erich Probst       |  |
| AT            | 9  | Theodor Wagner     |  |
| AT            | 11 | Alfred Körner      |  |
| AT            | 21 | Ernst Stojaspal    |  |
| AT            | 7  | Robert Körner      |  |
| Técnico:      |    |                    |  |
| Walter Nausch |    |                    |  |

|             |    |                  |  |
|             |    |                  |  |
| GR          | 2  | Eugene Parlier   |  |
| ZG          | 7  | André Neury      |  |
| ZG          | 14 | Willy Kernen     |  |
| ZG          | 10 | Oliver Eggimann  |  |
| MC          | 4  | Roger Bocquet    |  |
| MC          | 9  | Charles Casali   |  |
| AT          | 15 | Charles Antenen  |  |
| AT          | 22 | Roger Vonlanthen |  |
| AT          | 18 | Josef Hügi       |  |
| AT          | 16 | Robert Ballaman  |  |
| AT          | 17 | Jacques Fatton   |  |
| Técnico:    |    |                  |  |
| Karl Rappan |    |                  |  |

| Árbitros assistentes: Emil Schmetzer Manuel Asensi |